# Alessandro Preziosi
Alessandro Preziosi (Nápoly, 1973. április 19. –) olasz színész.
A színész már gyerekként belecsöppent a művészvilág kellős közepébe, ugyanis hetente több alkalommal is meglátogatta a város színházát. Néhány év elteltével senki sem lepődött meg azon, hogy legnagyobb szerelme a színpad és az azt körülölelő atmoszféra lett. Az első komolyabb szerepét a nápolyi Cilea kapta, ahol művésztársaival egy Agatha Christie novellát dolgozott fel. A szakmában értékes kincsként tartják számon, ugyanis Preziosi szinte bármilyen karakter bőrét képes magára ölteni: volt már hősszerelmes, velejéig romlott gazember és még szerencsétlen fajankó is. Ismert és elismert színész, rendező és producer, rendkívül sokoldalú és tehetséges, számos hazai és nemzetközi díj tulajdonosa, hazai rajongói is számottevőek, évek óta vannak, akik színházi szereplései miatt olaszországi utakat szerveznek, 2012-ben pld. a Cyrano címszerepe kapcsán, valamint kapcsolatban állnak a hazai tévétársaságokkal Preziosi filmjeinek hazai bemutatása miatt. Ennek köszönhetően több filmjét is láthatta már a hazai tévénéző közönség és remélhetőleg a jövőben ezen filmek sora még növekedni fog.

## Filmjei
Televízió
- Un amore e una vendetta, rendező: Raffaele Mertes - tv-sorozat (2011) - Lorenzo
- Edda Ciano e il comunista, rendező: Graziano Diana - tv-sorozat (2010) - Rai műsortervében szerepelt 2011. tavasszal,
- Sant'Agostino, rendező: Christian Duguay - minisorozat (2009) - Young Agostino - Szent Ágoston címen vetítették Magyarországon/tv-ben, dvd-n ez volt a második filmje, amely kapható
- Il commissario De Luca, rendező: Antonio Frazzi - minisorozat (2008) - Commissario Achille De Luca - De Luca felügyelő címen vetítették Magyarországon/tv-ben,
- Il capitano 2, rendező: Vittorio Sindoni - minisorozat (2007) - Giulio Traversari
- L'uomo che rubò la Gioconda, rendező: Fabrizio Costa - tévéfilm (2006) - Vincenzo Peruggia - A Mona Lisa elrablása címen vetítették Magyarországon/tv-ben,
- Elisa di Rivombrosa 2, rendező: Cinzia TH Torrini - minisorozat (2005) - Fabrizio Ristori gróf - vetítették Magyarországon/tv-ben,
- Il capitano, rendező: Vittorio Sindoni - minisorozat (2004) - Giulio Traversari,
- Elisa di Rivombrosa, rendező: Cinzia TH Torrini - tévésorozat (2003/2004) - Fabrizio Ristori gróf - vetítették Magyarországon/tv-ben,
- Una donna per amico 2, rendező: Rossella Izzo - minisorozat (1999)
- Vivere, több rendezőtől - tévésorozat (1999–2001) - Pietro Foschi - információk alapján Preziosi a 2. évadtól a 4. évadig játszik a filmsorozatban, rendőrt alakít

Mozi
- Il volto di un'altra, rendező: Pappi Corsicato (2011) - René
- Femmine contro maschi, rendező: Fausto Brizzi (2011) - Diego
- Maschi contro femmine e Femmine contro maschi, rendező: Fausto Brizzi (2010, 2011) - Diego
- Mine vaganti, rendező: Ferzan Ozpetek (2010) - Antonio Cantone - Szerelem, paszta, tenger címen vetítették Magyarországon/moziban
- Il sangue dei vinti, rendező: Michele Soavi (2008) - Ettore Dogliani
- I Vicere, rendező: Roberto Faenza (2007) - tévésorozatként (2008) - Consalvo - Alkirályok címen vetítették Magyarországon/tv-ben
- La masseria delle allodole, rendező: Paolo Taviani és Vittorio Taviani (2007) - Egon - Pacsirtavár címen vetítették Magyarországon/tv-ben
- Vaniglia e cioccolato, rendező: Ciro Ippolito (2004)  - Andrea - Vanília és csokoládé címen vetítették Magyarországon/tv-ben, dvd-n ez volt az első filmje, amely kapható

Színház
- Alessandro Baini Monolog, a milánói Teatro Piccolo,
- La strana qiuiete-ben Roberto Mainrditól, rendezte: Ricardo Pradella,
- L’aio dell imbarrzzo , R. Giuradi-tól, rendezte: Alessandro Baini,
- Risvegli di primavera, E. Weiding-től, rendezte: De Monticelli,
- Hamlet, William Shakespeare, rendezte: Antonio Calenda,
- Tango di una vita, rendezte: Patrik Rossi Castaldi
- Le ultime ore A. I. di T. Mattei-től, saját maga rendezésében,
- Ducato Rosso Sangue Sabina Neri-től rendezte: P. Martini
- I Re degli interstizi, részlet Ferdinando Pessoa költeményeiből, saját maga rendezésében,
- Coefore, Agamennon, Lear Király,
- Datemi 3 Caravelle c. musical, amely Kolumbusz Kristófról szól.

Egyéb
- "Quelli che... il calcio" .... Talkshow (3 episodes, 2007–2009)

- Episode #16.27 (2009) TV episode .... Himself
- Episode #15.34 (2008) TV episode .... Himself
- Episode #14.30 (2007) TV episode .... Himself

- "Scherzi a parte" (1992) TV series .... Himself (2005)fenn van a youtube-on, Kész átverés olasz megfelelője
- "Gran premio galà della TV" .... Himself - Winner (1 episode, 2004)

- Gran premio internazionale dello spettacolo (Italy: new title)

- Episode dated 5 April 2004 (2004) TV episode .... Himself - Winner